# Estação Place des Fêtes
Place des Fêtes é uma estação das linhas 7 bis e 11 do Metrô de Paris, localizada no 19.º arrondissement de Paris.

## Localização
A estação da linha 7 bis, situada em curva, abriga duas vias enquadrando uma plataforma central. Como a circulação se efetua em sentido único neste trecho da linha, as duas faixas se encontram na saída da estação em direção a Pré-Saint-Gervais, e a via se torna única novamente. Pouco depois, um túnel, portando o nome de Voie des Fêtes, sai para a esquerda e se dirige para a estação Porte des Lilas e a linha 3 bis.

## História
A estação foi aberta em 1911. Ela comportava um edifício de entrada, com uma marquise de estilo Art Nouveau, que foi demolido em 1935 para dar lugar a um edifício de estilo Art déco.
A comuna de Belleville organizava seus festivais na praça em frente à antiga igreja. Este lugar ficou pequeno demais, e foi criada, em 1836, a nova place des Fêtes perto da rue des Fêtes, que já existia em 1730.
A place des Fêtes é a da vila de Belleville. Na década de 1830, era possível ver homens mundanos disfarçados de Pierrots, mulheres do mundo em Colombinas, que dançavam com a população da Place des Fêtes.
Em 2012, 3 363 842 passageiros entraram nesta estação. Ela viu entrar 3 321 050 passageiros em 2013, o que a coloca na 159ª posição das estações de metrô por sua frequência.
De 4 de agosto a 7 de setembro de 2018, as plataformas da linha 11 foram levemente levantadas e revestidas para sua adaptação como parte de sua extensão para Rosny-sous-Bois.

## Serviços aos Passageiros

### Acessos
A estação tem duas entradas, uma à direita do nº 49 da rue des Fêtes, a outra na place des Fêtes.

### Plataformas

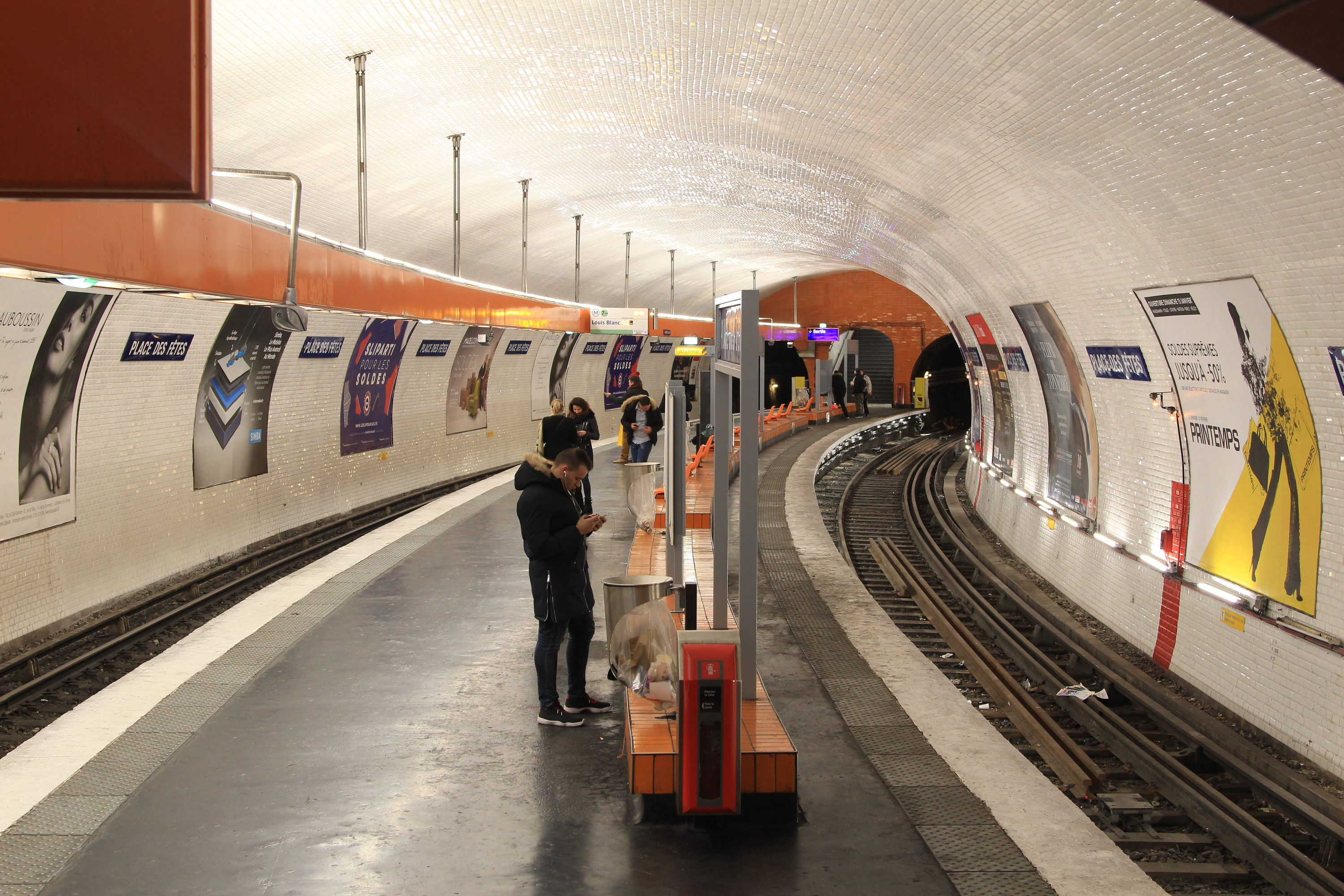
Plataforma da linha 7 bis, com todos os elementos do "estilo Andreu-Motte"

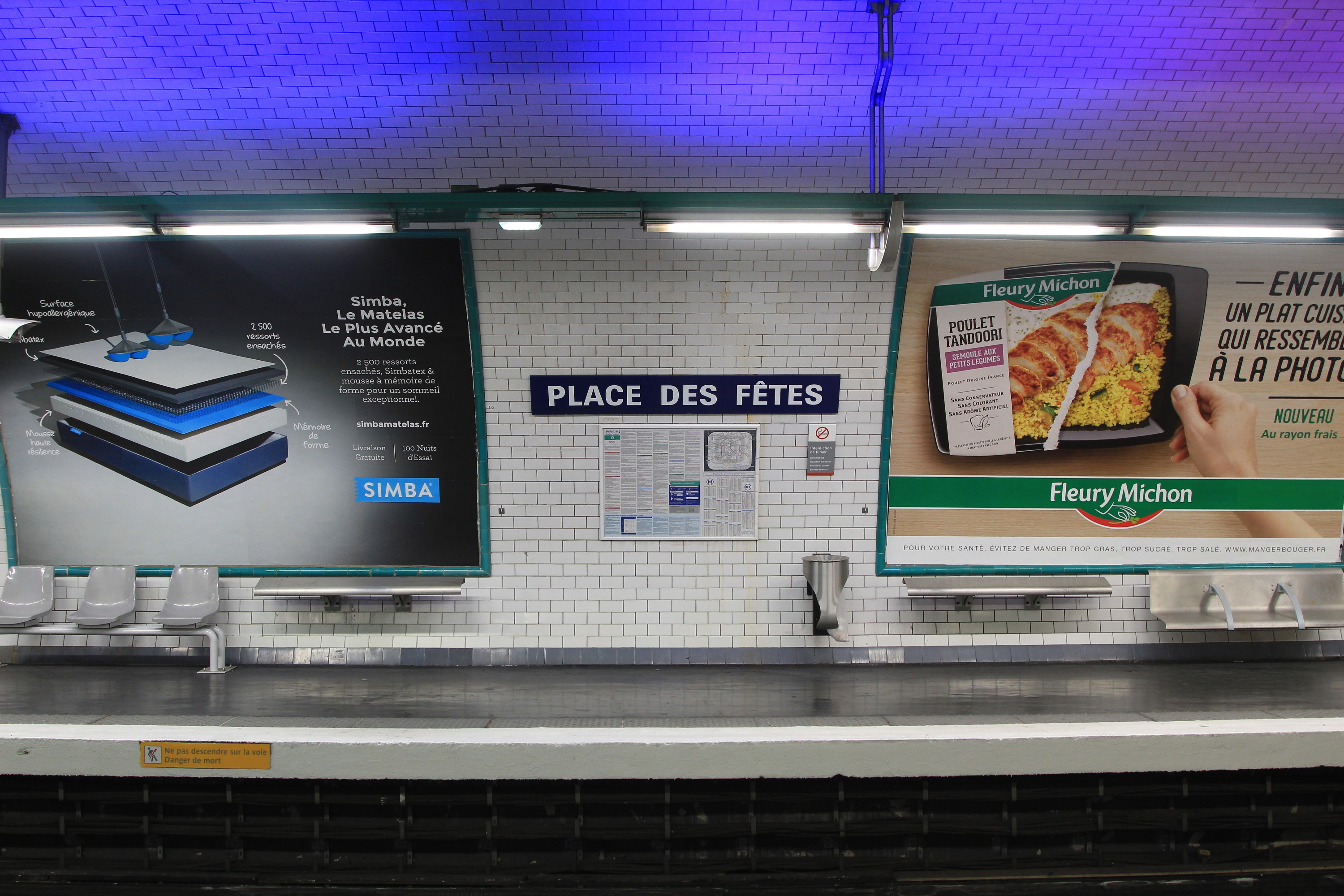
Plataforma da linha 11 em estilo "Ouï-dire" com três tipos de assentos

A estação da linha 7 bis, em curva, é constituída de uma plataforma central enquadrada por duas vias e a abóbada é elíptica. A via sul, do lado exterior à curva, é servida pelos trens de metrô em proveniência de Louis Blanc com destino a Pré-Saint-Gervais, enquanto que a outra, no início da "Voie des Fêtes", é utilizada em serviço normal. A decoração é do estilo "Andreu-Motte" de cor laranja com bancos, uma rampa luminosa, uma banqueta central de alvenaria e tímpanos neste estilo e nesta cor. Os quadros publicitários são metálicos e o nome da estação é escrito em letras maiúsculas em placas esmaltadas.
As plataformas da linha 11 são de configuração padrão: ao número de duas, elas são separadas pelas vias do metrô situadas ao centro e a abóbada é elíptica. A decoração é do estilo "Ouï-dire" de cor verde: a faixa de iluminação, da mesma cor, é suportada por consoles curvos em forma de foice. A iluminação direta é branca, enquanto que a iluminação indireta, projetada no cofre, é multicolorida. As telhas em cerâmica brancas são planos e recobrem os pés-direitos, a abóbada, os tímpanos e as saídas dos corredores. Os quadros publicitários são verdes e cilíndricos e o nome da estação é escrito em letras maiúsculas em placas esmaltadas. As plataformas são revestidas em cinza antracite e equipadas com assentos do estilo "Motte", bem como banquetas individuais e de bancos "assis-debout", todos de cor cinza.

### Intermodalidade
A estação é servida pelas linhas 48 e 60 da rede de ônibus RATP.

## Projeto
Como parte do projeto de extensão da linha 11, planeja-se reabilitar um antigo acesso às linhas 7 bis e 11, situado perto do square Monseigneur-Maillet, e hoje fechado ao público, para desenvolvê-lo como saída de emergência.

## Pontos turísticos
- O Quartier de Belleville
- O Regard de la Lanterne